# 一事不再議
一事不再議（いちじふさいぎ）とは、会議原則の一つ。会議において一度議決した案件と同一の案件については再び同一会議中（同一会期中）に議題として取り上げて審議や議決を行うことはできないという原則。

## 概説
一事不再議の原則は会議が非能率となることを防ぎ能率的な運営を進めること、同一事件可決後にそれが否決されることとなれば朝令暮改というそしりを免れず、また、議会の最終的な意思が会期終了まで確定されないという不安定な状態におかれること、さらには、議会として2つの意思が存在することになるため議会の権威の点からも好ましくはないと考えられる点から認められている原則である。会議体の合理的運営を目的とするロバート議事規則の4つの原則の1つにもなっている。
一事不再議において基本的問題となる「一事」の認定は容易ではなく一概にこれを決することは困難であるとされる。実際には、案件の性質・内容・客観的諸事情を考慮して場合に応じて個別的に判断すべきとされる。再議に十分かつ合理的理由が認められるか否かという点についての判断は議会の決定に委ねられているものと解されている。
一事不再議の例外としては再議（日本では地方自治法第176条で地方自治体の長に認められている）のほか事情変更の原則、委員会への再付託などがある。
なお、類似の制度に訴訟法上の「一事不再理」がある。ただし、一事不再理は刑事訴訟においては同一刑事事件について確定判決後に再度の実体審理を行うべきでないとする被告人の利益の観点、民事訴訟においては紛争が蒸し返されることの防止という観点から厳格に適用されるのに対し、一事不再議は同一会期中にのみ効力が及ぶもので事情変更の原則など例外が認められる点で異なるものとされる。

## 日本における一事不再議
現在の日本国憲法や国会法、議院規則には一事不再議を定める規定はない。また、地方議会の運営について定める地方自治法にも一事不再議に関する明文の規定はない（なお、標準都道府県議会会議規則第15条には一事不再議の規定がある）。
しかし、同一案件について重ねて議決することや全く異なる議決を行うことは非能率で正常ともいえないことから、一事不再議の原則が基本的には条理上承認されていると考えられている。
大日本帝国憲法第39条は「両議院ノ一ニ於テ否決シタル法律案ハ同会期中ニ於テ再ヒ提出スルコトヲ得ス」と規定していた。日本国憲法がこのような明文の規定を置かなかったのは、仮に旧憲法第39条に対応するルールをあてはめるとすると、内閣提出の参議院先議の法律案が参議院で否決された場合には同一会期中に衆議院へ提出できず衆議院の優越が行使されないことになってしまい条文の整合性に問題を生じるためと解されている。解釈上、衆議院先議の場合はもちろん参議院先議の場合にも法律案が衆議院で再議決される場合には一事不再議の原則は適用されないことになる。
なお、憲法・国会法・議院規則には一事不再議についての規定はないが、国会法は両院制の観点から「各議院は、他の議院から送付又は提出された議案と同一の議案を審議することができない」と定めている（国会法第56条の4）。この国会法第56条の4の規定は一事不再議の原則そのものについて定めたものではないが、両議院の意思が同一である場合に一事不再議の原則に抵触して議案が不成立となる事態を避ける趣旨であるから一事不再議の原則の存在を前提とするもので密接に関連する規定であるとされる。
一事不再議の適用の原則の例外として事情変更の原則がある。会期が長期に及んだ場合、当初の議決の際に前提とされた事情が変更することも考えられ、その場合には議院の意思を変更することが妥当と認められることもある。また、明らかな錯誤の結果があった場合にも再議が認められると解されている。